# Pärlaudden
Pärlaudden är ett naturreservat i Jokkmokks kommun i Norrbottens län.
Området är naturskyddat sedan 2012 och är 0,9 kvadratkilometer stort. Reservatet omfattar ett flackt hedlandskap vid Pärlaälven. Reservatet består av tallskog med gran i fuktigare delar. 